# Muztagh Tower
Der Muztagh Tower (auch: Mustagh Tower; Muztagh bedeutet „Eisturm“; Urdu مضطاغ ٹاور) ist ein 7273 m hoher Berg im Karakorum.

## Lage
Der Berg liegt an der Grenze zwischen Pakistan und China. Seine Besteigung gilt als schwierig. Der Muztagh Tower liegt zwischen den Kesseln des Baltorogletschers und des Sarpo-Laggo-Gletschers. Er besitzt noch einen 7180 m hohen Nebengipfel.

## Besteigungsgeschichte
Lange Zeit galt er als unbesteigbar, bis 1956 einer britischen Expedition unter John Hartog, Joe Brown, Tom Patey und Ian McNaught-Davis von Westen her kommend die Erstbesteigung gelang.
Damit kam sie einer französischen Expedition (Guido Magnone, Robert Paragot, André Contamine, Paul Keller) nur fünf Tage zuvor, die den Anstieg von Osten her unternahm.
Der niedrigere Nebengipfel wurde 1984 durch die Nordost-Flanke erstmals bestiegen.